# Dendropemon platypus
Dendropemon platypus là một loài thực vật có hoa trong họ Loranthaceae. Loài này được Urb. mô tả khoa học đầu tiên năm 1930.